# Лоїк Лапуссен
Лої́к Лапуссе́н (фр. Loïc Lapoussin, нар. 27 березня 1996, Роні-су-Буа, Франція) — мадагаскарський футболіст, півзахисник бельгійського клубу «Юніон Сент-Жилуаз» та національної збірної Мадагаскару.

## Ігрова кар'єра

### Клубна
Лоїк Лапуссен народився у передмісті Парижу і є вихованцем футбольного клубу «Кретей», де він почав займатися футболом у 2003 році. З 2016 року футболіст грав у другій команді клубу. А вже наступного сезону перейшов до столичного клубу «Ред Стар». З яким одразу ж виборов право підвищитися до Ліги 2.
У 2019 році Лапуссен перебрався до Бельгії, де приєднався до клубу Другого дивізіону чемпіонату Бельгії «Віртон». Ще через рік Лоїк став гравцем клубу «Юніон Сент-Жилуаз», з яким у першому ж сезоні впевнено виграв турнір Другого дивізіону. І сезон 2021/22 Лапуссін почав вже як гравець Жупіле Про - Ліги бельгійського чемпіонату.

### Збірна
Народився у Франції але має мадагаскарське коріння і 12 листопада 2020 року у матчі кваліфікації до Кубка африканських націй проти команди Кот-д'Івуару Лапуссін дебютував у складі національної збірної Мадагаскару.

## Досягнення
«Юніон»
- Володар Кубка Бельгії: 2023–24[5]